# Peter Facinelli
Peter Facinelli (New York, 26 novembre 1973) è un attore statunitense con cittadinanza italiana.

## Biografia
Peter Facinelli nasce ad Ozone Park, un quartiere del Queens (New York), il 26 novembre del 1973, figlio di immigrati italiani originari della Val di Non, Pierino Facinelli - di professione inserviente - e Bruna Reich, nativi rispettivamente di Revò e di Spormaggiore (ambedue in provincia di Trento). Il suo esordio come attore è avvenuto all'Atlantic Theater Company della NYU prima di esordire nel cinema nel ruolo del diavolo nel film di Rebecca Miller Angela del 1995. Sempre nel 1995 prende parte ad alcuni episodi della serie TV Law & Order - I due volti della giustizia. Nello stesso anno il giovane attore cattura l'attenzione della critica e del pubblico nel ruolo di Bret nel film TV The Price of Love.
Nel 1996 recita nel film di Rod Hardy, Bionda e pericolosa accanto alla futura compagna Jennie Garth. Sempre nel 1996 recita accanto ad Angelina Jolie nel film drammatico Foxfire e in altre produzioni televisive: After Jimmy e Calm at sunset. Nel 1997 affianca Amanda Peet e Michael Vartan nel film drammatico Touch me. L'anno dopo interpreta Dancer, Texas accanto a Ethan Embry e Breckin Meyer. Sempre nel 1998 ritrova Ethan Embry nel film di discreto successo Giovani, pazzi e svitati film adolescenziale che decreta il successo della co-protagonista Jennifer Love Hewitt.
Nel 1999 affronta uno dei suoi ruoli più importanti, interpretando Bob Walker, religioso e testardo venditore che si scontra con i due colleghi più anziani, nel film The Big Kahuna, interpretati da Danny DeVito e Kevin Spacey. Nel 2000 appare nel film di fantascienza Supernova con i co-protagonisti James Spader e Angela Bassett. Sempre nel 2000 interpreta ruoli in diversi altre produzioni e nel 2001 recita con Drew Barrymore nel film drammatico I ragazzi della mia vita e Burt Reynolds nel film Tentazione mortale. Nel 2002 interpreta il ruolo del malvagio Takmet nel film campione d'incassi Il Re Scorpione accanto a Dwayne Johnson.
Tra il 2002 e il 2005 entra a far parte di due serie TV di grande successo: Fastlane e Six Feet Under. Dopo queste apparizioni Facinelli recita nel film L'uomo senza ombra 2 del 2006, con Christian Slater. Quest'ultimo film è lo sfortunato sequel del primo L'uomo senza ombra che vedeva come protagonista Kevin Bacon e dato lo scarso successo è stato distribuito solo in versione home video. Sempre nel 2006 interpreta la vera storia di Erik Weihenmayer il primo alpinista non vedente a raggiungere la cima dell'Everest nel film TV In cima al mondo. Interpreta The Lather Effect accanto ad Eric Stoltz e il film drammatico Arc. Per questo ruolo Peter Facinelli vince il premio come miglior attore al Cleveland Indie Gathering Film Festival. Nel 2007 partecipa a due cortometraggi: Battle Olympia e Lily.
L'anno successivo partecipa ad alcune puntate della serie TV Damages accanto a Glenn Close. Sempre nel 2008 la regista americana Catherine Hardwicke gli affida il ruolo del patriarca della famiglia Cullen, Carlisle Cullen nel film del 2008 Twilight. L'attore inizialmente non accetta la parte del vampiro credendolo un ruolo troppo cruento. Facinelli si ricrede dopo aver letto la storia nella saga di Twilight e dopo il rifiuto del suo sostituto, ottiene il ruolo che lo consacrerà al pubblico mondiale. In questo stesso anno recita accanto a Matthew Broderick nel film commedia Las Vegas - Terapia per due. Dopo aver interpretato Twilight l'attore è stato confermato per il ruolo del vampiro Carlisle Cullen nei sequel New Moon, Eclipse, The Twilight Saga: Breaking Dawn - Parte 1 e in The Twilight Saga: Breaking Dawn - Parte 2. A partire dal 2015 prende parte alla serie Supergirl interpretando la parte di Maxwell Lord e nel 2018 entra nella serie TV S.W.A.T. interpretando la parte di Michael Plank.

## Vita privata

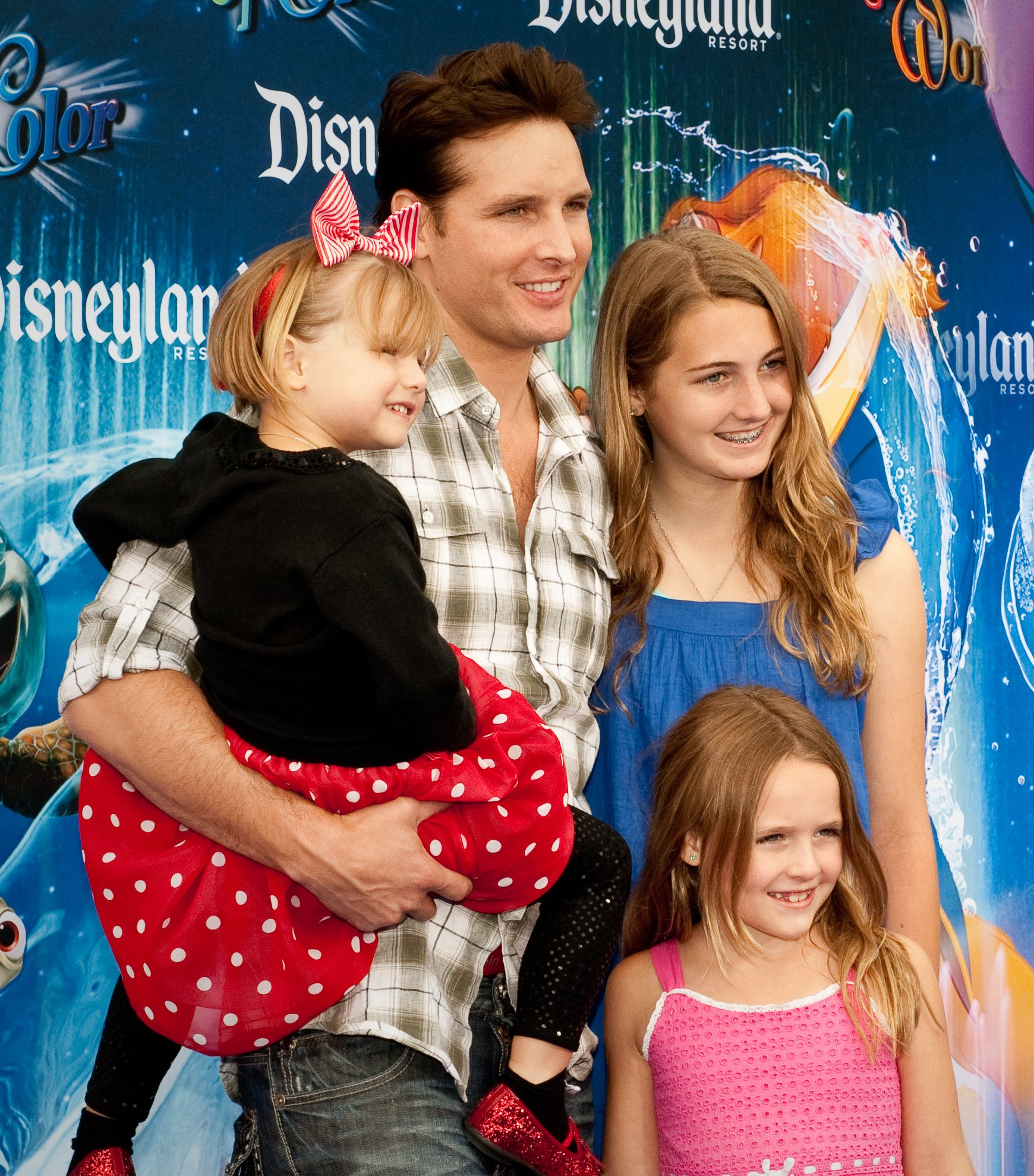
Facinelli assieme alle figlie.

Nel 2001 sposa l'attrice Jennie Garth, dalla quale ha avuto tre figlie: Luca Bella (30 giugno 1997), Lola Ray (6 dicembre 2002) e Fiona Eve (30 settembre 2006), diventate come il padre cittadine italiane. A marzo 2012 la coppia annuncia il divorzio, divenuto effettivo nel giugno 2013.
Nell'autunno 2012 inizia a frequentare l'attrice Jaimie Alexander. I due annunciano il loro fidanzamento nel marzo 2015, per poi terminarlo nel febbraio 2016.
Facinelli è parente di Letizia Paternoster.

## Filmografia

### Attore

#### Cinema
- Angela, regia di Rebecca Miller (1995)
- Foxfire, regia di Annette Haywood-Carter (1996)
- Touch Me, regia di H. Gordon Boos (1997)
- Dancer, Texas, regia di Tim McCanlies (1998)
- Giovani, pazzi e svitati (Can't Hardly Wait), regia di Harry Elfont e Deborah Kaplan (1998)
- Telling You, regia di Robert DeFranco (1998)
- Welcome to Hollywood, regia di Tony Markes e Adam Rifkin (1998)
- The Big Kahuna, regia di John Swanbeck (1999)
- Blue Ridge Fall, regia di James Rowe (1999)
- Supernova, regia di Walter Hill (2000)
- Ropewalk, regia di Matt Brown (2000)
- Honest, regia di David A. Stewart (2000)
- Rennie's Landing, regia di Marc Fusco (2001)
- Tentazione mortale (Tempted), regia di Bill Bennett (2001)
- I ragazzi della mia vita (Riding in Cars with Boys), regia di Penny Marshall (2001)
- Il Re Scorpione (The Scorpion King), regia di Chuck Russell (2002)
- Chloe, regia di D.W. Brown – cortometraggio (2005)
- Enfants terribles, regia di Terry Nemeroff (2005)
- L'uomo senza ombra 2 (Hollow Man II), regia di Claudio Fäh (2006)
- The Lather Effect, regia di Sarah Kelly (2006)
- Arc, regia di Robert Ethan Gunnerson (2006)
- Battle Olympia, regia di Jesse Davey – cortometraggio (2007)
- That Guy, regia di Peter Winther – cortometraggio (2007)
- Lily, regia di Daniel Boneville – cortometraggio (2007)
- Las Vegas - Terapia per due (Finding Amanda), regia di Peter Tolan (2008)
- Twilight, regia di Catherine Hardwicke (2008)
- Reaper, regia di Brian Diederich – cortometraggio (2008)
- The Twilight Saga: New Moon, regia di Chris Weitz (2009)
- The Twilight Saga: Eclipse, regia di David Slade (2010)
- The Twilight Saga: Breaking Dawn - Parte 1 (The Twilight Saga: Breaking Dawn - Part 1), regia di Bill Condon (2011)
- L'amore non è un crimine (Loosies), regia di Michael Corrente (2011)
- The Twilight Saga: Breaking Dawn - Parte 2 (The Twilight Saga: Breaking Dawn - Part 2), regia di Bill Condon (2012)
- Freezer, regia di Mikael Salomon (2014)
- Gangster Land (In the Absence of Good Men), regia di Timothy Woodward Jr. (2017)
- Asher, regia di Michael Caton-Jones (2018)
- Running with the Devil - La legge del cartello (Running with the Devil), regia di Jason Cabell (2019)
- Countdown, regia di Justin Dec (2019)
- L'ora della verità (The Vanished), regia di Peter Facinelli (2020)
- La lista dei fan**lo (The F**k-It List), regia di Michael Duggan (2020)
- Famous Adjacent, regia di Lee Cipolla – cortometraggio (2020)
- The Ravine, regia di Keoni Waxman (2021)
- 13 minuti (13 Minutes), regia di Lindsay Gossling (2021)

#### Televisione
- Law & Order - I due volti della giustizia (Law & Order) – serie TV, episodio 5x14 (1995)
- The Price of Love, regia di David Burton Morris – film TV (1995)
- Bionda e pericolosa (An Unfinished Affair), regia di Rod Hardy – film TV (1996)
- After Jimmy, regia di Glenn Jordan – film TV (1996)
- Calm at Sunset, regia di Daniel Petrie – film TV (1996)
- Fastlane – serie TV, 22 episodi (2002-2003)
- Six Feet Under – serie TV, 9 episodi (2004-2005)
- American Dad! – serie TV, episodio 1x20 (2006) – voce
- In cima al mondo (Touch the Top of the World), regia di Peter Winther – film TV (2006)
- Enemies – serie TV, episodio 1x01 (2006)
- Insatiable – serie TV, episodio 1x01 (2007)
- Damages – serie TV, 10 episodi (2007)
- Nurse Jackie - Terapia d'urto (Nurse Jackie) – serie TV, 73 episodi (2009-2015)
- Glee – serie TV, 4 episodi (2013-2014)
- American Odyssey – serie TV, 13 episodi (2015)
- Supergirl – serie TV, 14 episodi (2015-2016)
- Zoobiquity, regia di Kevin Bray – film TV (2016)
- S.W.A.T. – serie TV, 7 episodi (2017-2018)
- F.B.I. – serie TV, episodio 1x18 (2019)
- Magnum P.I. – serie TV, episodio 2x11 (2019)
- Fuga dalla setta (Escaping the NXIVM Cult: A Mother's Fight to Save Her Daughter), regia di Lisa Robinson – film TV (2019)

### Regista
- L'ora della verità (The Vanished) (2020)
- Fuoco Mortale (On Fire) (2023)

## Doppiatori italiani
Nelle versioni in italiano delle opere in cui ha recitato, Peter Facinelli è stato doppiato da:
- Sandro Acerbo in Twilight, The Twilight Saga: New Moon, The Twilight Saga: Eclipse, The Twilight Saga: Breaking Dawn - Parte 1, The Twilight Saga: Breaking Dawn - Parte 2
- Gabriele Sabatini in Supergirl, Countdown, Running with the Devil - La legge del cartello
- Nanni Baldini in After Jimmy, Dancer, Texas
- Alessio Cigliano in Bionda e pericolosa, Magnum P.I.
- Riccardo Rossi in Damages, American Odyssey
- Massimiliano Alto in The Big Kahuna
- Massimiliano Manfredi in Supernova
- Corrado Conforti in Tentazione mortale
- Massimo De Ambrosis ne I ragazzi della mia vita
- Francesco Venditti ne Il re Scorpione
- Francesco Bulckaen in Fastlane
- Fabrizio Manfredi ne L'uomo senza ombra 2
- Stefano Santerini in Las Vegas - Terapia per due
- David Chevalier in Nurse Jackie - Terapia d'urto
- Fabrizio Picconi in Glee
- Gabriele Lopez in Freezer
- Loris Loddi in Gangster Land
- Emiliano Coltorti in S.W.A.T.
- Alessandro Germano ne L'ora della verità
- Edoardo Stoppacciaro ne La lista dei fan**lo